# Tom Bouden
Tom Bouden (1971, Ostende, Bélgica) es un artista belga, mayormente conocido por sus álbumes de cómics.

## Biografía
Bouden nació en Ostende, Bélgica, en 1971. Inició a hacer cómics con sus amigos cuando tenía 9 años. Luego empezó a estudiar animación en Gante. Empezó a enfocarse en temas gays cuando un grupo de jóvenes homosexuales le encargó hacer un póster promocinal para ellos. Inició a trabajar para varias revistas gay y, en 1993, esos cómics fueron recolectados en el libro Flikkerzicht. Ese libro fue seguido por Max en Sven, una historia semi-autobiográfica sobre un chico que se enamora de su mejor amigo.

## Revistas para las cuales trabajó
- Zizo
- Expreszo
- Gay Krant
- Gay & Night

## Premios
- Saint-Michel, por el mejor cómic belga, con Het belang van Ernst.